# John E. Blaha
Pour les articles homonymes, voir Blaha.
John Elmer Blaha est un astronaute américain né le 26 août 1942.

## Vols réalisés
- 13 mars 1989 : Discovery (STS-29)
- 23 novembre 1989 : Discovery (STS-33)
- 2 août 1991 : Atlantis (STS-43)
- 18 octobre 1993 : Columbia (STS-58)
- 16 septembre 1996 : Atlantis (STS-79)